# Kemal Faruki

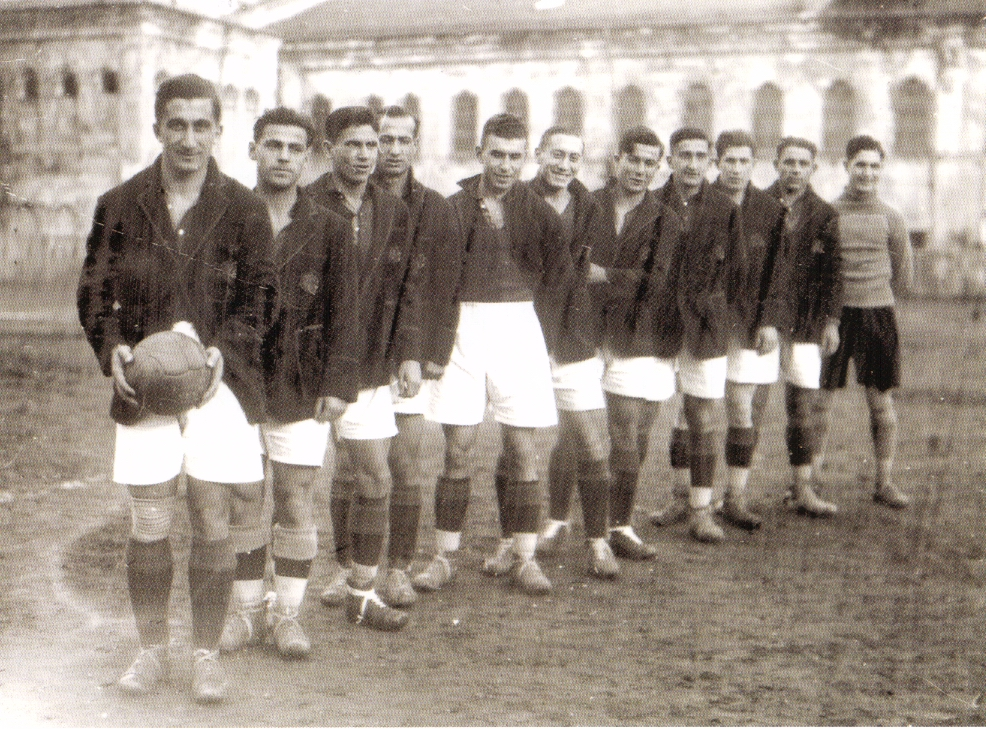
Galatasaray SK 1930–1931. Mistrzowski zespół, Faruki jako 6 piłkarz na zdjęciu.

Kemal Faruki (ur. 27 sierpnia 1906 w Konstantynopolu, zm. 27 stycznia 1988 w Kairze) – turecki piłkarz, reprezentant Turcji.
Przez okres całej swojej kariery piłkarskiej wystąpił tylko w tureckim klubie Galatasaray SK. Do zespołu został wybrany w wieku 17 lat.
Występował w kadrze narodowej seniorów, rozegrał w niej 3 mecze i zdobył 2 gole (z Bułgarią i Rumunią).

## Sukcesy
- Galatasaray SK
  - İstanbul Futbol Ligi: 1924–25, 1925–26, 1926–27, 1928–29, 1930–31
  - İstanbul Kupası: 1933